# Vääräkari (ö i Kymmenedalen)
Vääräkari är en ö i Finland. Den ligger i Finska viken och i kommunen Fredrikshamn i den ekonomiska regionen  Kotka-Fredrikshamn i landskapet Kymmenedalen, i den södra delen av landet. Ön ligger nära Kotka och omkring 120 kilometer öster om Helsingfors.
Öns area är 0,8 hektar och dess största längd är 170 meter i sydväst-nordöstlig riktning.